# Macronemurus bilineatus
Macronemurus bilineatus är en insektsart som beskrevs av Brauer 1868. Macronemurus bilineatus ingår i släktet Macronemurus och familjen myrlejonsländor. Inga underarter finns listade i Catalogue of Life.